# Olympische Sommerspiele 2008/Tischtennis – Mannschaft (Frauen)
Der Mannschaftswettbewerb der Frauen im Tischtennis bei den Olympischen Spielen 2008 in Peking wurde vom 13. bis 17. August im Peking University Gymnasium ausgetragen.

## Setzliste
Die Setzliste für den Mannschaftswettbewerb wurde basierend auf der ITTF-Weltrangliste von Juli 2008 erstellt. 
| Rang | Gruppe | Nation                  | Athletinnen           | Athletinnen           | Athletinnen           | Athletinnen          |
| ---- | ------ | ----------------------- | --------------------- | --------------------- | --------------------- | -------------------- |
| 1    | A      | China                   | Zhang Yining (1)      | Guo Yue (2)           | Wang Nan (5)          | Li Xiaoxia (3)       |
| 2    | B      | Singapur                | Li Jia Wei (6)        | Wang Yuegu (7)        | Feng Tianwei (9)      | Sun Beibei (24)      |
| 3    | C      | Hongkong                | Tie Yana (10)         | Lin Ling (14)         | Lau Sui Fei (35)      | Yu Kwok See (123)    |
| 4    | D      | Südkorea                | Kim Kyung-ah (11)     | Park Mi-young (21)    | Dang Ye-seo (26)      | Moon Hyun-jung (64)  |
| 5    | D      | Japan                   | Ai Fukuhara (12)      | Sayaka Hirano (19)    | Haruna Fukuoka (27)   | Hiroko Fujii (53)    |
| 6    | C      | Deutschland             | Wu Jiaduo (23)        | Elke Schall (43)      | Zhenqi Barthel (78)   | Amelie Solja (300)   |
| 7    | B      | Niederlande             | Li Jiao (15)          | Li Jie (45)           | Jelena Timina (115)   |                      |
| 8    | A      | Österreich              | Liu Jia (17)          | Li Qiangbing (58)     | Veronika Heine (207)  |                      |
| 9    | B      | Vereinigte Staaten      | Wang Chen (20)        | Gao Jun (25)          | Crystal Huang (245)   | Jacqueline Lee (291) |
| 10   | A      | Kroatien                | Tamara Boroš (28)     | Sandra Paović (63)    | Andrea Bakula (131)   | Cornelia Vaida (100) |
| 11   | D      | Spanien                 | Shen Yanfei (33)      | Zhu Fang (76)         | Galia Dvorak (120)    |                      |
| 12   | C      | Polen                   | Li Qian (31)          | Xu Jie (90)           | Natalia Partyka (147) |                      |
| 13   | C      | Rumänien                | Daniela Dodean (47)   | Elizabeta Samara (61) | Iulia Necula (202)    |                      |
| 14   | D      | Australien              | Jian Fang Lay (143)   | Miao Miao (156)       | Stephanie Sang (191)  |                      |
| 15   | A      | Dominikanische Republik | Wu Xue (49)           | Lian Qian (187)       | Johenny Valdez (704)  |                      |
| 16   | B      | Nigeria                 | Funke Oshonaike (269) | Bose Kaffo (312)      | Cecilia Offiong (371) |                      |

## Gruppenphase

### Gruppe A
| Rang | Nation                  | Siege | Ndlg. | Spiele | Spiele | Punkte | Qualifikation           |
| ---- | ----------------------- | ----- | ----- | ------ | ------ | ------ | ----------------------- |
| 1    | China                   | 3     | 3     | 0      | 9:0    | 6      | Halbfinale              |
| 2    | Österreich              | 3     | 2     | 1      | 6:3    | 5      | Play-off Bronzemedaille |
| 3    | Kroatien                | 3     | 1     | 2      | 3:7    | 4      |                         |
| 4    | Dominikanische Republik | 3     | 0     | 3      | 1:9    | 3      |                         |

| August 13, 2008 10:00  | China                  | 3:0 | Kroatien                      |                         |
|                        | Spieleübersicht        |     |                               |                         |
| Zhang Yining           | Zhang Yining           | 3:0 | Tamara Boros                  | 11:4, 11:2, 11:6        |
| Wang Nan               | Wang Nan               | 3:1 | Andrea Bakula                 | 10:12, 11:5, 11:4, 11:9 |
| Guo Yue / Zhang Yining | Guo Yue / Zhang Yining | 3:0 | Sandra Paovic / Andrea Bakula | 11:3, 11:3, 11:2        |

| August 13, 2008 10:00         | Österreich                    | 3:0 | Dominikanische Republik    |                        |
|                               | Spieleübersicht               |     |                            |                        |
| Liu Jia                       | Liu Jia                       | 3:0 | Wu Xue                     | 14:12, 11:6, 11:9      |
| Li Qiangbing                  | Li Qiangbing                  | 3:1 | Lian Qian                  | 11:9, 11:7, 9:11, 11:4 |
| Veronika Heine / Li Qiangbing | Veronika Heine / Li Qiangbing | 3:0 | Johenny Valdez / Lian Qian | 11:8, 11:9, 11:4       |

| August 13, 2008 19:30   | China                   | 3:0 | Dominikanische Republik    |                  |
|                         | Spieleübersicht         |     |                            |                  |
| Zhang Yining            | Zhang Yining            | 3:0 | Lian Qian                  | 11:9, 11:3, 11:7 |
| Guo Yue                 | Guo Yue                 | 3:0 | Wu Xue                     | 11:2, 11:8, 11:4 |
| Wang Nan / Zhang Yining | Wang Nan / Zhang Yining | 3:0 | Johenny Valdez / Lian Qian | 11:4, 11:2, 11:2 |

| August 13, 2008 19:30         | Kroatien                      | 0:3 | Österreich               |                               |
|                               | Spieleübersicht               |     |                          |                               |
| Tamara Boros                  | Tamara Boros                  | 2:3 | Liu Jia                  | 11:9, 8:11, 12:10, 6:11, 5:11 |
| Andrea Bakula                 | Andrea Bakula                 | 1:3 | Li Qiangbing             | 9:11, 11:5, 10:12, 6:11       |
| Sandra Paovic / Andrea Bakula | Sandra Paovic / Andrea Bakula | 2:3 | Veronika Heine / Liu Jia | 11:7, 8:11, 9:11, 11:9, 6:11  |

| August 14, 2008 14:30  | China                  | 3:0 | Österreich               |                        |
|                        | Spieleübersicht        |     |                          |                        |
| Guo Yue                | Guo Yue                | 3:1 | Li Qiangbing             | 11:7, 11:7, 9:11, 11:4 |
| Wang Nan               | Wang Nan               | 3:0 | Veronika Heine           | 12:10, 11:6, 11:1      |
| Zhang Yining / Guo Yue | Zhang Yining / Guo Yue | 3:0 | Liu Jia / Veronika Heine | 11:3, 11:3, 11:7       |

| August 14, 2008 14:30        | Kroatien                     | 3:1 | Dominikanische Republik    |                  |  |
|                              | Spieleübersicht              |     |                            |                  |  |
| Sandra Paovic                | Sandra Paovic                | 3:0 | Lian Qian                  | 11:6, 11:4, 11:4 |  |
| Andrea Bakula                | Andrea Bakula                | 0:3 | Wu Xue                     | 6:11, 6:11, 5:11 |  |
| Tamara Boros / Andrea Bakula | Tamara Boros / Andrea Bakula | 3:0 | Johenny Valdez / Lian Qian | 11:4, 11:8, 11:2 |  |
| Sandra Paovic                | Sandra Paovic                | 3:0 | Johenny Valdez             | 11:6, 11:5, 11:4 |  |

### Gruppe B
| Rang | Nation             | Siege | Ndlg. | Spiele | Spiele | Punkte | Qualifikation           |
| ---- | ------------------ | ----- | ----- | ------ | ------ | ------ | ----------------------- |
| 1    | Singapur           | 3     | 3     | 0      | 9:0    | 6      | Halbfinale              |
| 2    | Vereinigte Staaten | 3     | 2     | 1      | 6:4    | 5      | Play-off Bronzemedaille |
| 3    | Niederlande        | 3     | 1     | 2      | 4:6    | 4      |                         |
| 4    | Nigeria            | 3     | 0     | 3      | 0:9    | 3      |                         |

| August 13, 2008 10:00   | Singapur                | 3:0 | Vereinigte Staaten      |                         |
|                         | Spieleübersicht         |     |                         |                         |
| Wang Yuegu              | Wang Yuegu              | 3:1 | Gao Jun                 | 11:6, 7:11, 11:8, 11:4  |
| Feng Tianwei            | Feng Tianwei            | 3:1 | Wang Chen               | 11:2, 8:11, 11:4, 15:13 |
| Li Jia Wei / Wang Yuegu | Li Jia Wei / Wang Yuegu | 3:0 | Crystal Huang / Gao Jun | 11:5, 11:9, 11:7        |

| August 13, 2008 10:00  | Niederlande            | 3:0 | Nigeria                           |                         |
|                        | Spieleübersicht        |     |                                   |                         |
| Li Jiao                | Li Jiao                | 3:0 | Bose Kaffo                        | 11:7, 11:2, 11:7        |
| Li Jie                 | Li Jie                 | 3:1 | Cecilia Offiong                   | 10:12, 11:9, 11:2, 11:6 |
| Jelena Timina / Li Jie | Jelena Timina / Li Jie | 3:1 | Funke Oshonaike / Cecilia Offiong | 11:4, 11:8, 10:12, 11:7 |

| August 13, 2008 19:30   | Singapur                | 3:0 | Nigeria                           |                         |
|                         | Spieleübersicht         |     |                                   |                         |
| Feng Tianwei            | Feng Tianwei            | 3:0 | Bose Kaffo                        | 11:3, 11:4, 11:2        |
| Li Jia Wei              | Li Jia Wei              | 3:0 | Cecilia Offiong                   | 11:7, 11:7, 11:6        |
| Wang Yuegu / Li Jia Wei | Wang Yuegu / Li Jia Wei | 3:1 | Funke Oshonaike / Cecilia Offiong | 13:15, 11:5, 11:5, 11:5 |

| August 13, 2008 19:30  | Niederlande            | 1:3 | Vereinigte Staaten        |                              |  |
|                        | Spieleübersicht        |     |                           |                              |  |
| Li Jiao                | Li Jiao                | 2:3 | Wang Chen                 | 11:6, 9:11, 11:4, 4:11, 3:11 |  |
| Li Jie                 | Li Jie                 | 0:3 | Gao Jun                   | 5:11, 4:11, 4:11             |  |
| Jelena Timina / Li Jie | Jelena Timina / Li Jie | 3:1 | Crystal Huang / Wang Chen | 11:9, 9:11, 11:6, 11:9       |  |
| Jelena Timina          | Jelena Timina          | 0:3 | Gao Jun                   | 7:11, 5:11, 7:11             |  |

| August 14, 2008 14:30   | Singapur                | 3:0 | Niederlande            |                                |
|                         | Spieleübersicht         |     |                        |                                |
| Feng Tianwei            | Feng Tianwei            | 3:2 | Li Jiao                | 11:9, 10:12, 10:12, 11:5, 11:8 |
| Li Jia Wei              | Li Jia Wei              | 3:0 | Jelena Timina          | 14:12, 11:2, 11:3              |
| Wang Yuegu / Li Jia Wei | Wang Yuegu / Li Jia Wei | 3:2 | Li Jie / Jelena Timina | 11:8, 5:11, 6:11, 11:6, 11:7   |

| August 14, 2008 14:30   | Vereinigte Staaten      | 3:0 | Nigeria                           |                  |
|                         | Spieleübersicht         |     |                                   |                  |
| Gao Jun                 | Gao Jun                 | 3:0 | Bose Kaffo                        | 11:1, 11:2, 11:6 |
| Wang Chen               | Wang Chen               | 3:0 | Cecilia Offiong                   | 11:5, 11:3, 11:4 |
| Crystal Huang / Gao Jun | Crystal Huang / Gao Jun | 3:0 | Funke Oshonaike / Cecilia Offiong | 11:5, 11:9, 11:8 |

### Gruppe C
| Rang | Nation      | Siege | Ndlg. | Spiele | Spiele | Punkte | Qualifikation           |
| ---- | ----------- | ----- | ----- | ------ | ------ | ------ | ----------------------- |
| 1    | Hongkong    | 3     | 3     | 0      | 9:0    | 6      | Halbfinale              |
| 2    | Rumänien    | 3     | 2     | 1      | 6:5    | 5      | Play-off Bronzemedaille |
| 3    | Polen       | 3     | 1     | 2      | 5:7    | 4      |                         |
| 4    | Deutschland | 3     | 0     | 3      | 1:9    | 3      |                         |

| August 13, 2008 14:30  | Hongkong               | 3:0 | Polen                    |                              |
|                        | Spieleübersicht        |     |                          |                              |
| Lin Ling               | Lin Ling               | 3:0 | Li Qian                  | 11:7, 11:9, 11:7             |
| Tie Yana               | Tie Yana               | 3:2 | Natalia Partyka          | 8:11, 11:9, 11:6, 5:11, 11:4 |
| Lau Sui Fei / Lin Ling | Lau Sui Fei / Lin Ling | 3:0 | Xu Jie / Natalia Partyka | 11:6, 11:6, 12:10            |

| August 13, 2008 14:30        | Deutschland                  | 0:3 | Rumänien                        |                          |
|                              | Spieleübersicht              |     |                                 |                          |
| Wu Jiaduo                    | Wu Jiaduo                    | 0:3 | Daniela Dodean                  | 9:11, 8:11, 7:11         |
| Elke Schall                  | Elke Schall                  | 0:3 | Elizabeta Samara                | 8:11, 6:11, 9:11         |
| Zhenqi Barthel / Elke Schall | Zhenqi Barthel / Elke Schall | 1:3 | Iulia Necula / Elizabeta Samara | 10:12, 11:9, 4:11, 10:12 |

| August 14, 2008 10:00  | Hongkong               | 3:0 | Rumänien                        |                               |
|                        | Spieleübersicht        |     |                                 |                               |
| Lin Ling               | Lin Ling               | 3:1 | Daniela Dodean                  | 11:7, 11:5, 10:12, 11:7       |
| Tie Yana               | Tie Yana               | 3:0 | Elizabeta Samara                | 11:6, 12:10, 11:4             |
| Lau Sui Fei / Lin Ling | Lau Sui Fei / Lin Ling | 3:2 | Iulia Necula / Elizabeta Samara | 11:4, 10:12, 11:7, 1:11, 11:8 |

| August 14, 2008 10:00   | Deutschland             | 1:3 | Polen                    |                              |  |
|                         | Spieleübersicht         |     |                          |                              |  |
| Wu Jiaduo               | Wu Jiaduo               | 3:1 | Natalia Partyka          | 11:13, 12:10, 11:8, 11:4     |  |
| Zhenqi Barthel          | Zhenqi Barthel          | 0:3 | Li Qian                  | 3:11, 4:11, 7:11             |  |
| Elke Schall / Wu Jiaduo | Elke Schall / Wu Jiaduo | 2:3 | Xu Jie / Natalia Partyka | 3:11, 3:11, 11:7, 11:7, 4:11 |  |
| Zhenqi Barthel          | Zhenqi Barthel          | 0:3 | Xu Jie                   | 3:11, 12:14, 7:11            |  |

| August 14, 2008 19:30  | Hongkong               | 3:0 | Deutschland             |                          |
|                        | Spieleübersicht        |     |                         |                          |
| Tie Yana               | Tie Yana               | 3:0 | Zhenqi Barthel          | 11:2, 13:11, 14:12       |
| Lin Ling               | Lin Ling               | 3:1 | Elke Schall             | 11:5, 10:12, 18:16, 11:8 |
| Lau Sui Fei / Lin Ling | Lau Sui Fei / Lin Ling | 3:0 | Wu Jiaduo / Elke Schall | 11:3, 16:14, 11:7        |

| August 14, 2008 19:30    | Polen                    | 2:3 | Rumänien                        |                               |  |
|                          | Spieleübersicht          |     |                                 |                               |  |
| Natalia Partyka          | Natalia Partyka          | 2:3 | Daniela Dodean                  | 11:9, 11:7, 7:11, 6:11, 6:11  |  |
| Li Qian                  | Li Qian                  | 0:3 | Elizabeta Samara                | 10:12, 9:11, 9:11             |  |
| Xu Jie / Natalia Partyka | Xu Jie / Natalia Partyka | 3:1 | Iulia Necula / Elizabeta Samara | 11:7, 10:12, 11:6, 11:7       |  |
| Li Qian                  | Li Qian                  | 3:1 | Iulia Necula                    | 5:11, 11:6, 11:5, 11:4        |  |
| Xu Jie                   | Xu Jie                   | 2:3 | Daniela Dodean                  | 7:11, 11:9, 7:11, 14:12, 9:11 |  |

### Gruppe D
| Rang | Nation     | Siege | Ndlg. | Spiele | Spiele | Punkte | Qualifikation           |
| ---- | ---------- | ----- | ----- | ------ | ------ | ------ | ----------------------- |
| 1    | Südkorea   | 3     | 3     | 0      | 9:0    | 6      | Halbfinale              |
| 2    | Japan      | 3     | 2     | 1      | 6:5    | 5      | Play-off Bronzemedaille |
| 3    | Spanien    | 3     | 1     | 2      | 5:6    | 4      |                         |
| 4    | Australien | 3     | 0     | 3      | 0:9    | 3      |                         |

| August 13, 2008 14:30        | Südkorea                     | 3:0 | Spanien                |                              |
|                              | Spieleübersicht              |     |                        |                              |
| Kim Kyung-ah                 | Kim Kyung-ah                 | 3:0 | Galia Dvorak           | 12:10, 11:8, 12:10           |
| Dang Ye-seo                  | Dang Ye-seo                  | 3:0 | Shen Yanfei            | 11:4, 11:9, 11:7             |
| Park Mi-young / Kim Kyung-ah | Park Mi-young / Kim Kyung-ah | 3:2 | Zhu Fang / Shen Yanfei | 5:11, 9:11, 11:6, 11:8, 11:5 |

| August 13, 2008 14:30          | Japan                          | 3:0 | Australien                 |                              |
|                                | Spieleübersicht                |     |                            |                              |
| Sayaka Hirano                  | Sayaka Hirano                  | 3:0 | Jian Fang Lay              | 11:7, 11:6, 11:5             |
| Ai Fukuhara                    | Ai Fukuhara                    | 3:2 | Miao Miao                  | 11:9, 9:11, 11:9, 6:11, 11:4 |
| Haruna Fukuoka / Sayaka Hirano | Haruna Fukuoka / Sayaka Hirano | 3:1 | Stephanie Sang / Miao Miao | 11:5, 11:2, 3:11, 11:3       |

| August 14, 2008 10:00        | Südkorea                     | 3:0 | Australien                |                         |
|                              | Spieleübersicht              |     |                           |                         |
| Park Mi-young                | Park Mi-young                | 3:1 | Miao Miao                 | 11:6, 11:4, 15:17, 11:3 |
| Dang Ye-seo                  | Dang Ye-seo                  | 3:0 | Stephanie Sang            | 11:5, 11:7, 14:12       |
| Kim Kyung-ah / Park Mi-young | Kim Kyung-ah / Park Mi-young | 3:0 | Jian Fang Lay / Miao Miao | 11:6, 11:6, 11:9        |

| August 14, 2008 10:00          | Japan                          | 3:2 | Spanien                 |                                |  |
|                                | Spieleübersicht                |     |                         |                                |  |
| Ai Fukuhara                    | Ai Fukuhara                    | 2:3 | Shen Yanfei             | 7:11, 11:6, 3:11, 11:8, 3:11   |  |
| Sayaka Hirano                  | Sayaka Hirano                  | 3:1 | Zhu Fang                | 11:8, 13:11, 8:11, 11:4        |  |
| Haruna Fukuoka / Sayaka Hirano | Haruna Fukuoka / Sayaka Hirano | 3:0 | Galia Dvorak / Zhu Fang | 11:5, 11:1, 11:4               |  |
| Haruna Fukuoka                 | Haruna Fukuoka                 | 2:3 | Shen Yanfei             | 12:10, 11:7, 7:11, 9:11, 15:17 |  |
| Ai Fukuhara                    | Ai Fukuhara                    | 3:2 | Galia Dvorak            | 11:6, 11:6, 6:11, 7:11, 11:7   |  |

| August 14, 2008 19:30        | Südkorea                     | 3:0 | Japan                          |                              |
|                              | Spieleübersicht              |     |                                |                              |
| Dang Ye-seo                  | Dang Ye-seo                  | 3:0 | Ai Fukuhara                    | 11:8, 11:6, 11:5             |
| Kim Kyung-ah                 | Kim Kyung-ah                 | 3:1 | Sayaka Hirano                  | 11:6, 17:15, 4:11, 11:8      |
| Park Mi-young / Kim Kyung-ah | Park Mi-young / Kim Kyung-ah | 3:2 | Haruna Fukuoka / Sayaka Hirano | 11:6, 6:11, 6:11, 11:6, 11:9 |

| August 14, 2008 19:30   | Spanien                 | 3:0 | Australien                 |                        |
|                         | Spieleübersicht         |     |                            |                        |
| Shen Yanfei             | Shen Yanfei             | 3:0 | Jian Fang Lay              | 11:8, 12:10, 11:4      |
| Galia Dvorak            | Galia Dvorak            | 3:1 | Miao Miao                  | 11:4, 11:8, 5:11, 11:4 |
| Zhu Fang / Galia Dvorak | Zhu Fang / Galia Dvorak | 3:0 | Stephanie Sang / Miao Miao | 13:11, 11:8, 11:7      |

## Finalrunde
|  | Halbfinale | Halbfinale | Halbfinale | Halbfinale | Halbfinale | Halbfinale | Halbfinale |   |   | Finale | Finale | Finale | Finale | Finale | Finale | Finale |
|  |            |            |            |            |            |            |            |   |   |        |        |        |        |        |        |        |
|  | A1         | China      | 3          | 3          | 3          |            |            |   |   |        |        |        |        |        |        |        |
|  | C1         | Hongkong   | 0          | 0          | 0          |            |            |   |   |        |        |        |        |        |        |        |
|  | C1         | Hongkong   | 0          | 0          | 0          | A1         | China      | 3 | 3 | 3      |        |        |        |        |        |        |
|  |            |            |            |            |            |            |            | 3 | 3 | 3      |        |        |        |        |        |        |
|  |            | B1         | Singapur   | 1          | 1          | 0          |            |   |   |        |        |        |        |        |        |        |
|  | B1         | B1         | Singapur   | 1          | 1          | 0          | Singapur   | 3 | 2 | 3      | 0      | 3      |        |        |        |        |
|  | B1         |            |            |            |            |            |            |   | 2 | 3      | 0      | 3      |        |        |        |        |
|  | D1         | Südkorea   | 0          | 3          | 0          | 3          | 1          |   |   |        |        |        |        |        |        |        |

| Play-off Bronzemedaille Runde 1 | Play-off Bronzemedaille Runde 1 | Play-off Bronzemedaille Runde 1 | Play-off Bronzemedaille Runde 1 | Play-off Bronzemedaille Runde 1 | Play-off Bronzemedaille Runde 1 | Play-off Bronzemedaille Runde 1 |  |    | Play-off Bronzemedaille Runde 2 | Play-off Bronzemedaille Runde 2 | Play-off Bronzemedaille Runde 2 | Play-off Bronzemedaille Runde 2 | Play-off Bronzemedaille Runde 2 | Play-off Bronzemedaille Runde 2 | Play-off Bronzemedaille Runde 2 |          |   | Spiel um Bronze | Spiel um Bronze | Spiel um Bronze | Spiel um Bronze | Spiel um Bronze | Spiel um Bronze | Spiel um Bronze |
|                                 |                                 |                                 |                                 |                                 |                                 |                                 |  |    |                                 |                                 |                                 |                                 |                                 |                                 |                                 |          |   |                 |                 |                 |                 |                 |                 |                 |
| B2                              | Vereinigte Staaten              | 1                               | 3                               | 3                               | 3                               |                                 |  |    |                                 |                                 |                                 |                                 |                                 |                                 |                                 |          |   |                 |                 |                 |                 |                 |                 |                 |
| C2                              | Rumänien                        | 3                               | 0                               | 1                               | 0                               |                                 |  | D1 | Südkorea                        | 3                               | 3                               | 3                               |                                 |                                 |                                 |          |   |                 |                 |                 |                 |                 |                 |                 |
|                                 |                                 |                                 |                                 |                                 |                                 |                                 |  |    | B2                              | Vereinigte Staaten              | 1                               | 2                               | 2                               |                                 |                                 |          |   |                 |                 |                 |                 |                 |                 |                 |
|                                 |                                 |                                 |                                 |                                 |                                 |                                 |  |    |                                 |                                 |                                 |                                 |                                 |                                 | D1                              | Südkorea | 3 | 3               | 3               |                 |                 |                 |                 |                 |
| A2                              | Österreich                      | 1                               | 1                               | 1                               |                                 |                                 |  |    | D2                              | Japan                           | 1                               | 1                               | 0                               |                                 |                                 |          |   |                 |                 |                 |                 |                 |                 |                 |
| D2                              | Japan                           | 3                               | 3                               | 3                               |                                 |                                 |  | C1 | Hongkong                        | 3                               | 2                               | 2                               | 3                               | 0                               |                                 |          |   |                 |                 |                 |                 |                 |                 |                 |
|                                 |                                 |                                 |                                 |                                 |                                 |                                 |  |    | D2                              | Japan                           | 0                               | 3                               | 3                               | 1                               | 3                               |          |   |                 |                 |                 |                 |                 |                 |                 |
|                                 |                                 |                                 |                                 |                                 |                                 |                                 |  |    |                                 |                                 |                                 |                                 |                                 |                                 |                                 |          |   |                 |                 |                 |                 |                 |                 |                 |

### Play-off Bronzemedaille Runde 1
| August 15, 2008 09:00          | Japan                          | 3:0 | Österreich                    |                        |
|                                | Spieleübersicht                |     |                               |                        |
| Ai Fukuhara                    | Ai Fukuhara                    | 3:1 | Liu Jia                       | 11:7, 8:11, 11:9, 11:7 |
| Sayaka Hirano                  | Sayaka Hirano                  | 3:1 | Li Qiangbing                  | 9:11, 11:7, 11:9, 11:6 |
| Haruna Fukuoka / Sayaka Hirano | Haruna Fukuoka / Sayaka Hirano | 3:1 | Veronika Heine / Li Qiangbing | 11:6, 11:8, 9:11, 11:7 |

| August 15, 2008 09:00           | Rumänien                        | 1:3 | Vereinigte Staaten      |                         |  |
|                                 | Spieleübersicht                 |     |                         |                         |  |
| Elizabeta Samara                | Elizabeta Samara                | 3:1 | Wang Chen               | 11:9, 6:11, 11:7, 11:9  |  |
| Daniela Dodean                  | Daniela Dodean                  | 0:3 | Gao Jun                 | 7:11, 6:11, 6:11        |  |
| Iulia Necula / Elizabeta Samara | Iulia Necula / Elizabeta Samara | 1:3 | Crystal Huang / Gao Jun | 8:11, 7:11, 18:16, 7:11 |  |
| Iulia Necula                    | Iulia Necula                    | 0:3 | Wang Chen               | 5:11, 6:11, 2:11        |  |

### Halbfinale
| August 15, 2008 14:30        | Südkorea                     | 2:3 | Singapur                |                              |  |
|                              | Spieleübersicht              |     |                         |                              |  |
| Dang Ye-seo                  | Dang Ye-seo                  | 0:3 | Feng Tianwei            | 5:11, 5:11, 2:11             |  |
| Kim Kyung-ah                 | Kim Kyung-ah                 | 3:2 | Li Jia Wei              | 5:11, 11:8, 9:11, 11:6, 11:9 |  |
| Park Mi-young / Kim Kyung-ah | Park Mi-young / Kim Kyung-ah | 0:3 | Wang Yuegu / Li Jia Wei | 7:11, 6:11, 9:11             |  |
| Dang Ye-seo                  | Dang Ye-seo                  | 3:0 | Wang Yuegu              | 11:8, 14:12, 11:9            |  |
| Park Mi-young                | Park Mi-young                | 1:3 | Feng Tianwei            | 7:11, 10:12, 11:3, 9:11      |  |

| August 15, 2008 19:30   | China                   | 3:0 | Hongkong               |                   |
|                         | Spieleübersicht         |     |                        |                   |
| Zhang Yining            | Zhang Yining            | 3:0 | Tie Yana               | 11:7, 11:4, 11:3  |
| Guo Yue                 | Guo Yue                 | 3:0 | Lin Ling               | 11:7, 12:10, 11:4 |
| Wang Nan / Zhang Yining | Wang Nan / Zhang Yining | 3:0 | Lau Sui Fei / Lin Ling | 11:4, 11:9, 11:4  |

### Play-off Bronzemedaille Runde 2
| August 16, 2008 10:00  | Hongkong               | 2:3 | Japan                       |                               |  |
|                        | Spieleübersicht        |     |                             |                               |  |
| Tie Yana               | Tie Yana               | 3:0 | Haruna Fukuoka              | 11:2, 12:10, 12:10            |  |
| Lin Ling               | Lin Ling               | 2:3 | Ai Fukuhara                 | 11:9, 14:12, 5:11, 8:11, 8:11 |  |
| Lau Sui Fei / Lin Ling | Lau Sui Fei / Lin Ling | 2:3 | Sayaka Hirano / Ai Fukuhara | 11:7, 11:9, 7:11, 8:11, 9:11  |  |
| Lau Sui Fei            | Lau Sui Fei            | 3:1 | Haruna Fukuoka              | 11:8, 11:2, 7:11, 12:10       |  |
| Tie Yana               | Tie Yana               | 0:3 | Sayaka Hirano               | 10:12, 6:11, 8:11             |  |

| August 16, 2008 10:00   | Vereinigte Staaten      | 0:3 | Südkorea                     |                               |
|                         | Spieleübersicht         |     |                              |                               |
| Wang Chen               | Wang Chen               | 1:3 | Kim Kyung-ah                 | 6:11, 11:9, 8:11, 13:15       |
| Gao Jun                 | Gao Jun                 | 2:3 | Dang Ye-seo                  | 11:7, 10:12, 9:11, 11:8, 8:11 |
| Crystal Huang / Gao Jun | Crystal Huang / Gao Jun | 2:3 | Park Mi-young / Kim Kyung-ah | 12:10, 5:11, 11:4, 7:11, 5:11 |

### Spiel um Bronze
| August 17, 2008 14:30          | Japan                          | 0:3 | Südkorea                     |                         |
|                                | Spieleübersicht                |     |                              |                         |
| Sayaka Hirano                  | Sayaka Hirano                  | 1:3 | Kim Kyung-ah                 | 9:11, 4:11, 11:7, 10:12 |
| Ai Fukuhara                    | Ai Fukuhara                    | 1:3 | Dang Ye-seo                  | 4:11, 11:13, 11:7, 3:11 |
| Haruna Fukuoka / Sayaka Hirano | Haruna Fukuoka / Sayaka Hirano | 0:3 | Park Mi-young / Kim Kyung-ah | 6:11, 8:11, 11:13       |

### Finale
| August 17, 2008 19:30  | China                  | 3:0 | Singapur                |                        |
|                        | Spieleübersicht        |     |                         |                        |
| Wang Nan               | Wang Nan               | 3:1 | Feng Tianwei            | 9:11, 11:3, 11:8, 11:6 |
| Zhang Yining           | Zhang Yining           | 3:1 | Li Jia Wei              | 9:11, 11:3, 11:4, 11:7 |
| Guo Yue / Zhang Yining | Guo Yue / Zhang Yining | 3:0 | Wang Yuegu / Li Jia Wei | 11:8, 11:5, 11:6       |